# Бломбе
Бломбе (фр. Blombay) насеље је и општина у североисточној Француској у региону Шампањ-Арден, у департману Ардени која припада префектури Шарлвил Мезјер.
По подацима из 2011. године у општини је живело 124 становника, а густина насељености је износила 13,09 становника/km². Општина се простире на површини од 9,47 km². Налази се на средњој надморској висини од 285 метара.

## Демографија
| 1962. | 1968. | 1975. | 1982. | 1990. | 1999. | 2011. |
| ----- | ----- | ----- | ----- | ----- | ----- | ----- |
| 112   | 136   | 117   | 112   | 120   | 91    | 124   |

График промене броја становника у току последњих година